# Штрахерит
Штрахерит — мінерал, відкритий у формації Хатрурім в Ізраїлі Євгеном Галускіним з Сілезького університету в Катовіце, Польща, та його колегами. Мінерал має унікальну структуру, з унікальним поєднанням елементів. Це перший карбонатвмісний член групи дуже рідкісних мінералів, що називаються групою набімусаїту, названої на честь подібного мінералу, який також зустрічається у формації Хатрурім. Галускін назвав мінерал на честь Гленна Штрахера з Державного коледжу Східної Джорджії, США, експерта з неконтрольованих вугільних пожеж.
Мінерал виявлений в рамках проєкту «Carbon Mineral Challenge».

## Місця знаходження
Ізраїль: формація Хатрурім, Негев.